# Dwanaście (powieść)
Dwanaście – powieść kryminalna autorstwa Marcina Świetlickiego wydana w kwietniu 2006 roku nakładem wydawnictwa EMG. Jest pierwszym tomem traktującym o przygodach bohatera nieznanego z imienia i nazwiska, a opisywanego jako mistrz. Pozostałe części to Trzynaście (2007) i Jedenaście (2008). Na okładce pierwszego wydania znajduje się obraz Andrew Boardmana. 
Książka jest powieścią detektywistyczną w stylu noir, choć określana bywa jako pastisz i gra z konwencją, czy wręcz antykryminał.

## Treść
Akcja książki rozgrywa się we współczesnym Krakowie. Jej głównym bohaterem jest mistrz – dawna gwiazda serialu telewizyjnego dla dzieci z lat 70. „Mały mistrz na tropie”, obecnie samozwańczy prywatny detektyw uzależniony od alkoholu. Próbuje on rozwikłać zagadkę tajemniczych śmierci członków zespołu muzycznego "Biały Kieł".
Powieść stanowi gorzki opis współczesnej Polski oglądanej z perspektywy wycofanego na margines, cynicznego alkoholika. Tłem dla akcji powieści są autentyczne wydarzenia, takie jak śmierć Jana Pawła II czy wybory prezydenckie z 2005 roku.